# Mean Girls 2
Mean Girls 2 is een Amerikaanse tv-film uit 2011. De film in een vervolg op het succesvolle Mean Girls uit 2004, al is Tim Meadows de enige acteur uit die film die voorkomt. Mean Girls 2 werd geregisseerd door Melanie Mayron en opgenomen in Atlanta.

## Verhaal
Vanwege haar vaders job als NASCAR-mechanicien verhuist Jo vaak waardoor ze ook vaak van school verandert. Halverwege haar laatste middelbare jaar komt ze zo op de North Shore High School terecht. Ze raakt er bevriend met de rijke Abby en trekt aldus de aandacht van haar pestkoppen, een kliekje meisjes dat "the plastics" genoemd wordt. Die beginnen ook Jo te pesten, maar die laat zich niet uit het lood slaan en besluit de populariteit van het kliekje te breken. Dat lukt en Jo wordt zelf het populairste meisje op school. Tot uitkomt dat Abby's vader Jo geld had aangeboden om met zijn dochter om te gaan. Jo valt van haar voetstuk en "the plastics" zijn weer terug. Jo daagt Mandi uit in een spel rugby en krijgt desondanks het gebeurde de steun van haar vrienden. Samen verslaan ze "the plastics"; deze keer definitief.

## Rolverdeling
| Acteur               | Personage         | Opmerkingen                                   |
| -------------------- | ----------------- | --------------------------------------------- |
| Meaghan Jette Martin | Jo(anna) Mitchell | Protagoniste                                  |
| Jennifer Stone       | Abby Hanover      | Wordt Jo's beste vriendin                     |
| Maiara Walsh         | Mandi Weatherly   | Antagoniste en leidster van "the plastics".   |
| Shane EE             | Emile Vertriest   | Server persoon.                               |
| Nicole Anderson      | Hope Plotkin      | De brunette van "the plastics" met smetvrees. |
| Linden Ashby         | Rod Mitchell      | Jo's vader en NASCAR-automechanicien.         |
| Diego Boneta         | Tyler Adams       | Wordt Jo's vriendje                           |
| Patrick Johnson      | Nick Zimmer       | Mandi's vriendje                              |
| Colin Dennard        | Elliott Gold      | Computernerd en uiteindelijk Abby's vriendje. |
| Bethany Anne Lind    | Quinn Shinn       | Schrijfster van het schoolkrantje.            |
| Tim Meadows          | Mr. Duvall        | Schooldirecteur                               |
| Donn Lamkin          | Sidney Hanover    | Abby's vader                                  |